# Vlastimil Květenský (sochař)
Vlastimil Květenský (25. května 1930 Skutíčko – 21. února 1985 Karlovy Vary) byl keramik, malíř a kreslíř; autor keramických plastik a bronzových reliéfů. Studoval na Keramické škole v Teplicích a to mezi lety 1946–1949. Následně v letech 1949–1951 pracoval v keramické dílně v Praze na Maninách. Jako profesor působil na Střední průmyslové škole keramické v Karlových Varech a to v oboru odborného kreslení. Získal četné ceny v mezinárodních soutěžích keramiky (Faenza, Gualdo Tadino, Sopoty).

## Dílo
- 1978: Zpívající květ – reliéf / keramika, J. Palacha 1534, Most[2]
- 1967: Obdiv moderní architektuře – u továrny LIAS Vintířov, Vintířov okr. Sokolov[3]
- 1985: Keramický reliéf – glazovaná keramika, speciální ZŠ, Palachova ul., Most[4]

## Galerie

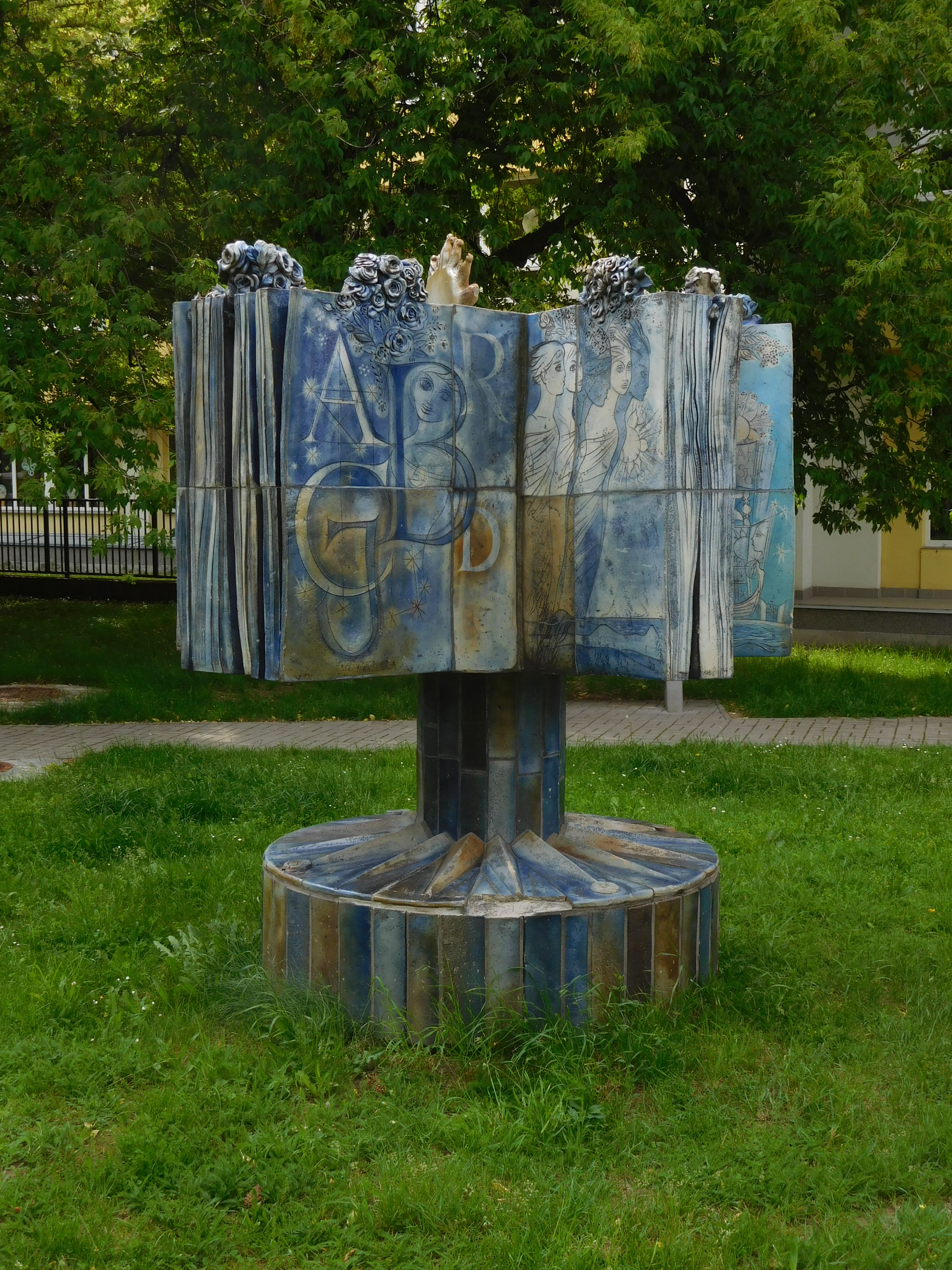
Kniha, 1981, keramika, Praha-Letňany
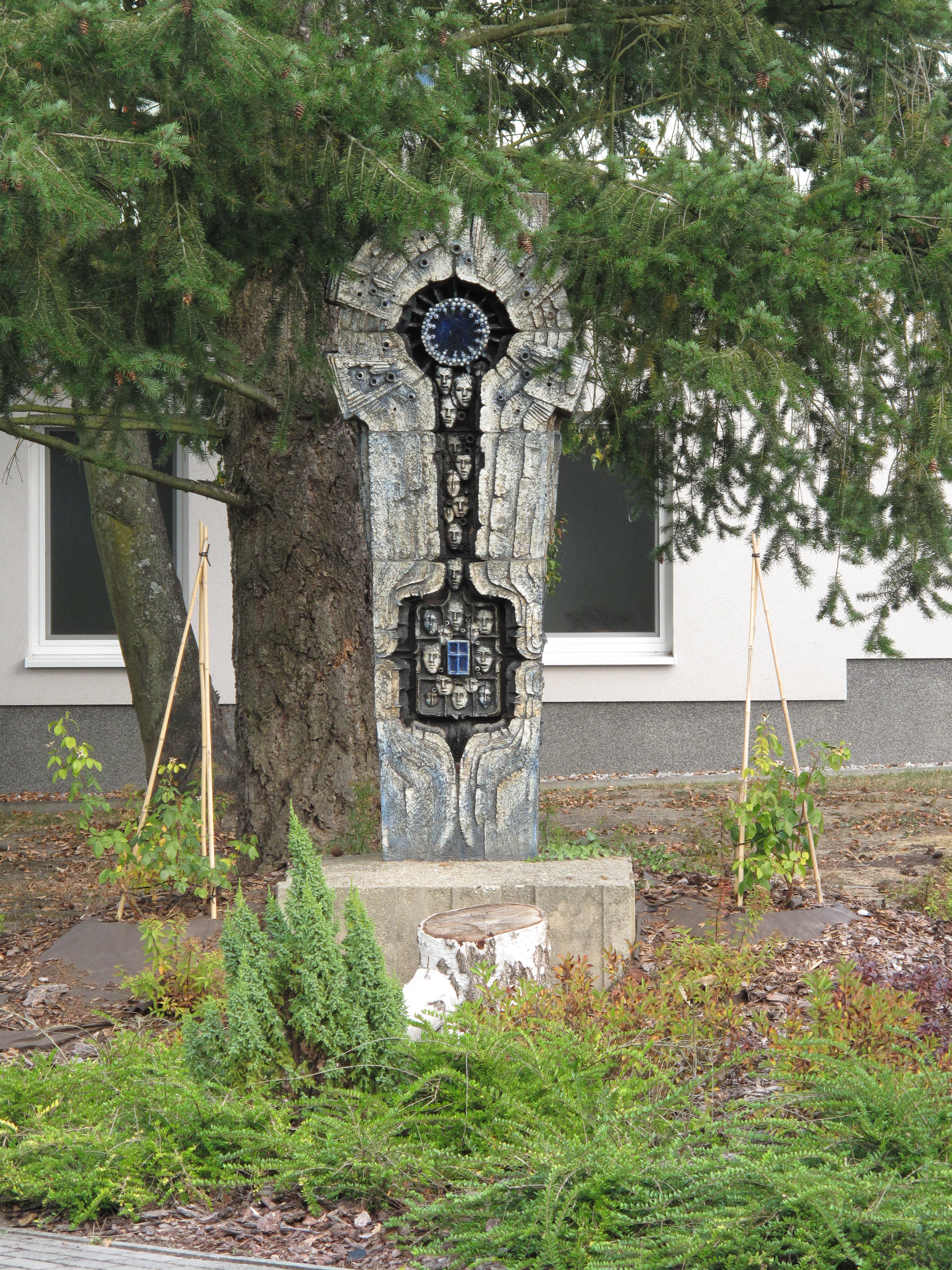
Věčná existence, 1968, keramika, Klatovy
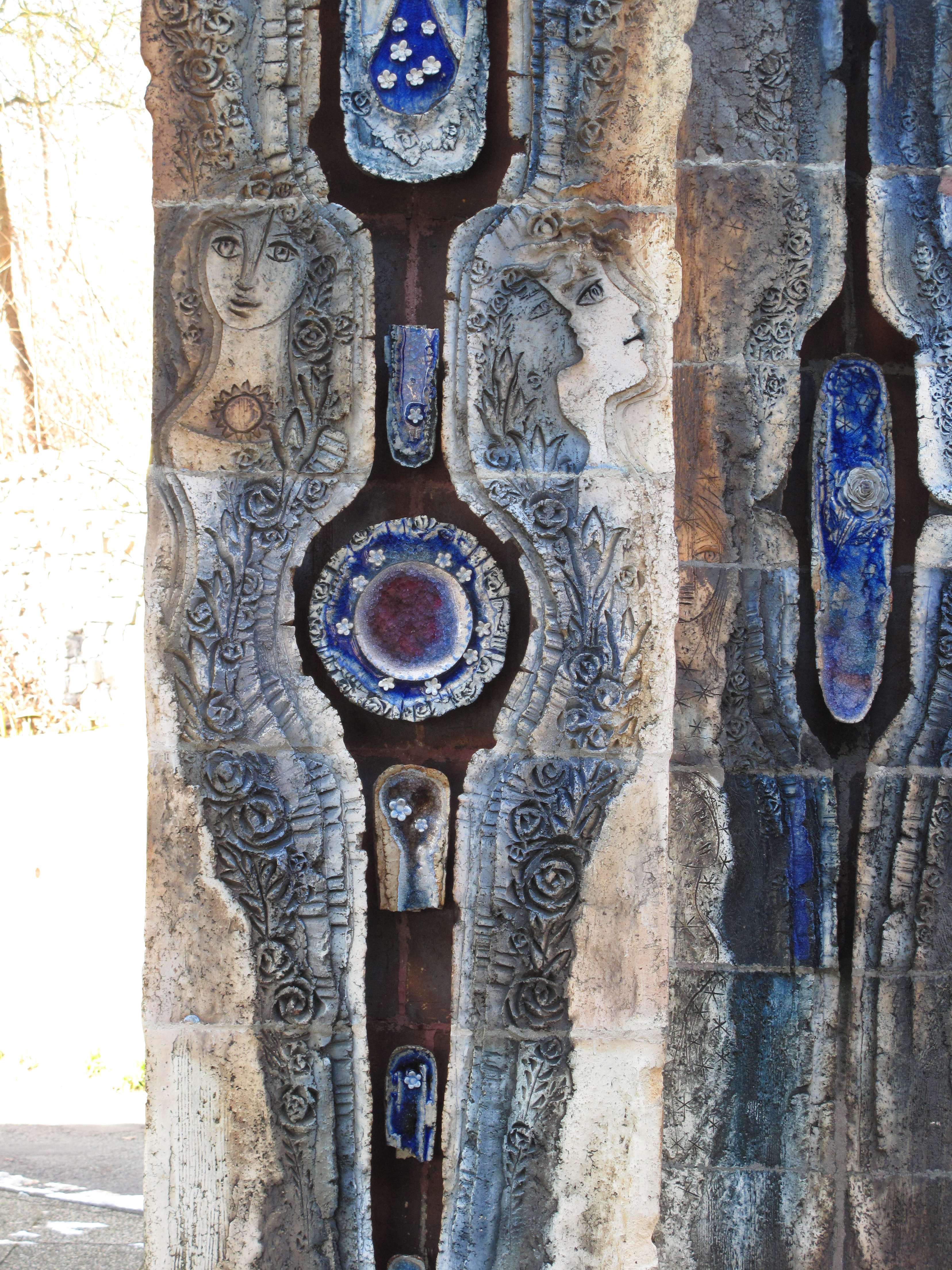
Prameny, 1976, keramika, u bazénu hotelu Thermal, Karlovy Vary
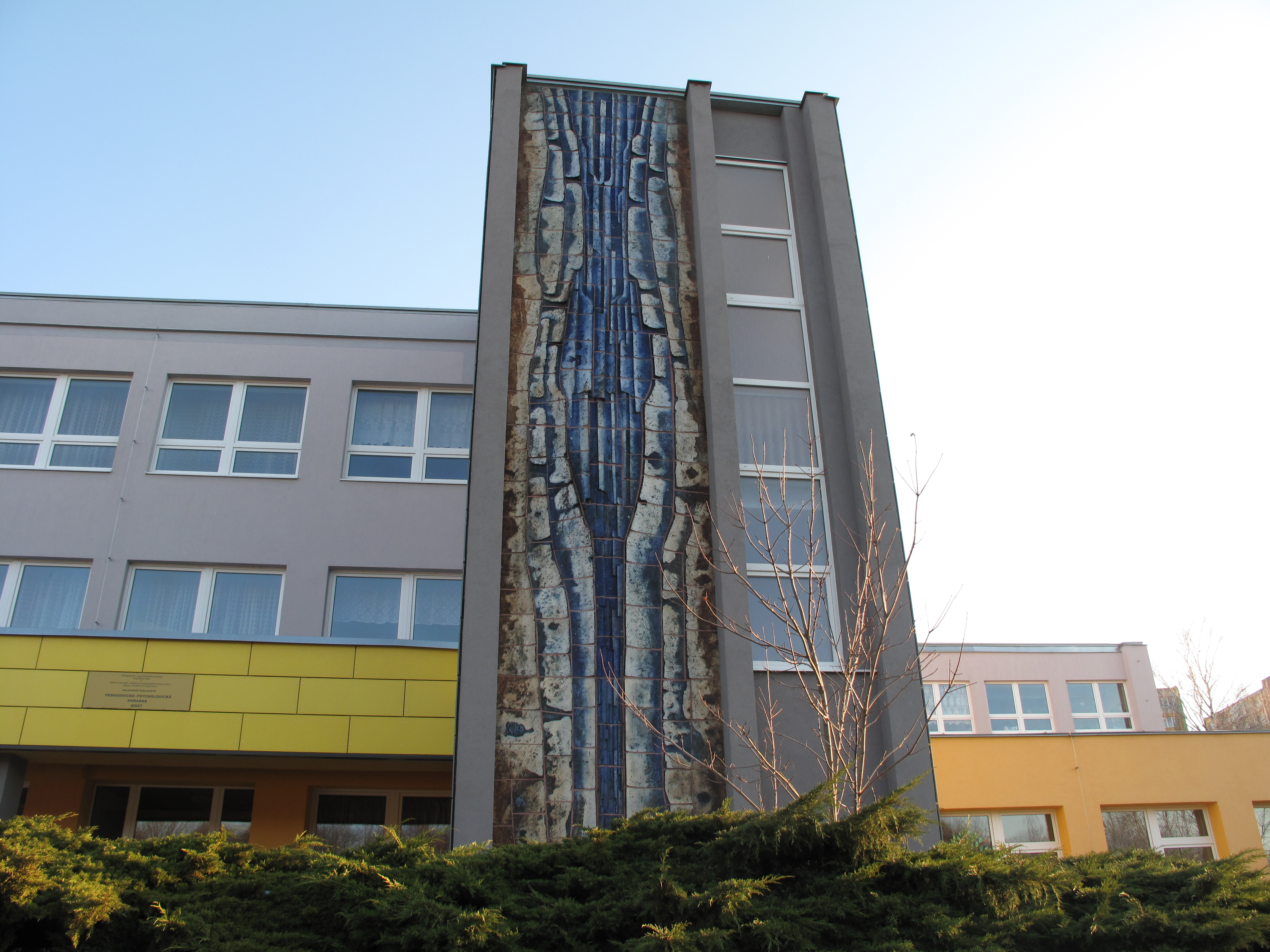
Zpívající květ, 1978, Květenského reliéf na objektu školy v Mostě
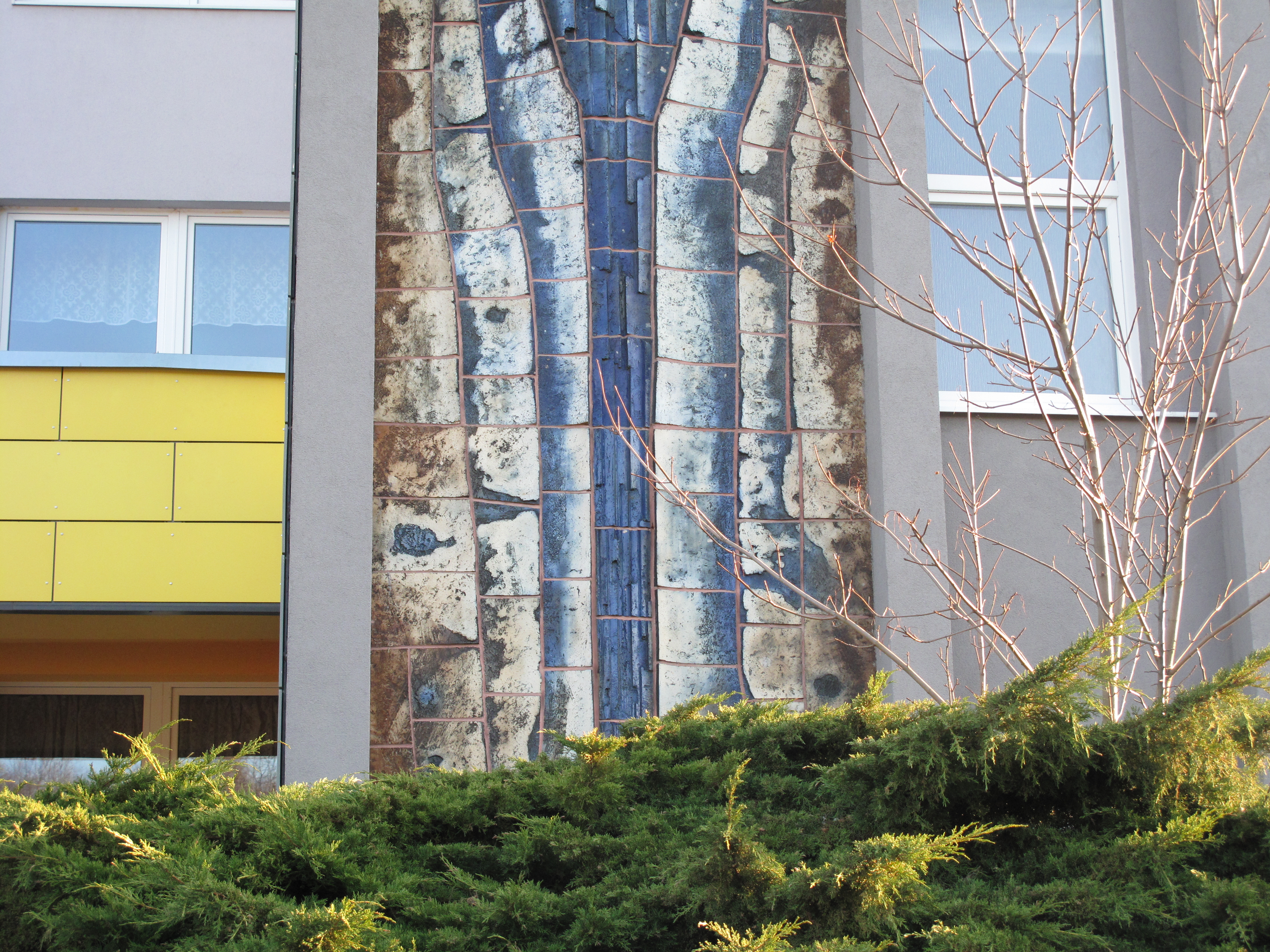
Detail reliéfu Zpívající květ